# Clarence Weff
Pour les articles homonymes, voir Valletti.
Clarence Weff, pseudonyme de Alexandre Valletti, né le 2 juin 1919 à Rome, en Italie, et mort le 30 août 2000, est un scénariste et écrivain français, auteur de roman policier et de roman d’espionnage. Il a signé de son vrai nom son tout dernier titre.

## Biographie
Il exerce une foule de petits emplois successifs — vendeur de tissus, choriste, courtier, croque-mort... — avant de se lancer dans l’écriture.  
Il écrit d’abord Plateforme (1957), une pièce radiophonique de science-fiction dont le héros se nomme Clarence Weff.  Ce nom devient dès l’année suivante le pseudonyme de l’auteur pour la publication en Série noire de Mince de pince, où des petits truands risibles convoitent une cagnotte de bijoux de grande valeur. Farce noire écrite sans sacrifier à l’argot pourtant en vogue dans le roman policier français de cette période, ce premier roman est à l’image des titres suivants qui placent souvent des figures stéréotypées du roman noir (L’Abominable Homme des douanes, 1958), du roman de gangsters (Cent briques et des tuiles, 1964) ou du roman d’espionnage (Espion es-tu là ?, 1965) dans des situations absurdes afin de créer les conditions propres à un humour noir déjanté.
Toujours sous son pseudonyme, l’auteur a également collaboré à la scénarisation de cinq films, dont deux sont des adaptations de ses propres romans. Il tient également le rôle du tueur dans Ça va être ta fête (1960) de Pierre Montazel, et son fils, l’auteur et acteur Serge Valletti, joue un second rôle important dans Balles perdues (1983) de Jean-Louis Comolli.

## Œuvre

### Romans
- Mince de pince, Paris, Gallimard, Série noire no 412, 1958
- L’Abominable Homme des douanes, Paris, Gallimard, Série noire no 456, 1958
- Tout feu, tout flamme, Paris, Gallimard, Série noire no 620, 1961
- Y avait un macchabée, Paris, Gallimard, Série noire no 735, 1962
- Cent briques et des tuiles, Paris, Gallimard, Série noire no 850, 1964
- Espion es-tu là ?, Paris, Gallimard, Série noire no 965, 1965
- Très privé, Paris, Gallimard, Série noire no 2356, 1994 (signé Alexandre Valletti)

### Scénarios
Clarence a collaboré aux scénarios des films suivants
- 1960 : Ça va être ta fête, film de Pierre Montazel, avec Eddie Constantine
- 1961 : En pleine bagarre (Mani in alto), film italien de Giorgio Bianchi, avec Eddie Constantine
- 1964 : Des pissenlits par la racine, film de Georges Lautner, avec Louis de Funès, Michel Serrault et Mireille Darc - d'après son roman Y avait un macchabée.
- 1965 : Cent briques et des tuiles, film de Pierre Grimblat, d’après le roman homonyme, avec Jean-Claude Brialy, Marie Laforêt et Michel Serrault
- 1983 : Balles perdues, film de Jean-Louis Comolli, d’après le roman Mince de pince, avec Andréa Ferréol, Maria Schneider et Serge Valletti